# Ageratum
Genre
Classification phylogénétique
Ageratum est un genre de plantes à fleurs de la famille des Asteraceae.
Le nom du genre vient du grec α- (privatif) et γηρας, la vieillesse. Les fleurs des agératums durent longtemps (« sans vieillesse »).
Ce sont des fleurs estivales qui sont considérées comme des annuelles mais se comportent dans son milieu naturel (Mexique) comme des bisannuelles. 

## Quelques espèces
- Ageratum conyzoides L.
- Ageratum corymbosum Zuccagni
- Ageratum houstonianum Mill.
- Ageratum littorale Gray

## Bouturage
Le bouturage à l'automne permet d'obtenir des plantes bien ramifiées dès le printemps, et donc une floraison plus précoce et plus spectaculaire. 

## Langage des fleurs
Dans le langage des fleurs, l'ageratum symbolise la confiance.